# Сура Юсуф
Сура Юсуф (араб. يوسف‎ سورة) — дванадцята сура Корану. Мекканська сура, що містить 111 аятів. Її названо за іменем Йосипа (Юсуфа)
Присвячена історії Юсуфа, одинадцятого з дванадцяти синів пророка Якуба. Вона названа найкращою з історій (аят 3) через те, що: є найдокладнішою історією в Корані; описує мінливість людського життя і тому звернута до людей усіх суспільних верств; докладно відображає історію Юсуфа та всі її духовні аспекти.
Ця історія подібна до біблійної історії Йосифа.

## Короткий зміст
Життя нагадує сон, який необхідно пояснити за допомогою образів та притч, як це робиться у Корані. Істина, якою володіє посланець Аллаха Юсуф, ненависна його братам, тому вони плетуть проти нього змову і продають його в рабство купцям за кілька монет (1-20).
Купці приводять Юсуфа до Єгипту, де його купує царський вельможа й робить своїм прийомним сином. Його дружина безуспішно намагається схилити Юсуфа до земних утіх. Через упертість Юсуфа кидають до в’язниці, та навіть там він проповідує істину й славиться своєю добротою. Один із в’язнів, сон якого розтлумачив Юсуф, виходить на волю і стає чашником царя (21-42).
Царю сниться сон, і, завдяки заступництву чашника, Юсуф отримує можливість його розтлумачити.
Юсуф наполягає, щоб його виправдали перед усім народом. Його виправдовують і цар призначає Юсуфа міністром. Коли його брати через голод приходять до Єгипту, то зустрічають теплий прийом з боку Юсуфа, якого не впізнають. Він просить привести з собою їхнього молодшого брата Бен’ямина (43-68).
Юсуф лишає Бен’ямина у себе, а потім хитрощами викриває своїх зведених братів у ненависті та злочині. Юсуф пробачає їх і відсилає за батьком Якубом і всією родиною, щоб ті прийшли з Ханаану до Єгипту (69-93).
Ісраїл (Якуб) прийшовши, знаходить розраду. Він лишається у Єгипті. Ім’я Аллаха прославлене, його істина тріумфує довіку, а його задум повністю здійснено (94-111).